# Ambassade van Indonesië in België
De Ambassade van de Republiek Indonesië in Brussel (Indonesisch: Kedutaan Besar Republik Indonesia di Brussel) is de diplomatieke missie van de Republiek Indonesië in Koninkrijk België en is tegelijkertijd geaccrediteerd bij het Groothertogdom Luxemburg en het Europese Unie (EU). De ambassade is gevestigd in het gemeente Sint-Lambrechts-Woluwe in het Brussels Hoofdstedelijk Gewest.
De ambassade wordt momenteel geleid door ambassadeur Andri Hadi, die op 14 september 2020 door president Joko Widodo is aangesteld. Hij overhandigde op 13 januari 2021 zijn geloofsbrieven aan Koning Filip.

## Geschiedenis
In 1947 was België betrokken bij de Commissie van Drie Naties met Australië en de Verenigde Staten over het oplossen van Indonesië-Nederlandse geschillen over de Indonesische soevereiniteit. België was een van de eerste Europese naties die Indonesië in 1949 erkende. De eerste Indonesische ambassadeur was Ide Anak Agung Gde Agung.